# Harriet Andersson
Harriet Andersson, (ur. 14 lutego 1932 w Sztokholmie) – szwedzka aktorka. Od czasu ukończenia szkoły teatralnej w 1949 zagrała w ponad 100 rolach.
Aktorka wystąpiła w wielu filmach Ingmara Bergmana. Przez kilka lat, do czasu kiedy Bergman związał się z Bibi Andersson, Harriet była partnerką życiową reżysera. W późniejszym okresie była razem z aktorem Gunnarem Hellströmem, a także z pisarzem, scenarzystą i dziennikarzem Jörnem Donnerem. Sławę zdobyła dzięki roli Moniki w filmie Ingmara Bergmana Sommaren med Monika (pol. Wakacje z Moniką, 1954). Wielokrotnie nagradzana, zdobyła między innymi nagrodę filmową Charlie Chaplina, a także nagrodę Szwedzkiego Instytutu Filmowego (Guldbaggen) za rolę w filmie Bergmana Viskningar och rop (pol. Szepty i krzyki, 1973).

## Wybrana filmografia
- 2003 - Dogville
- 1982 - Fanny och Alexander (pol. Fanny i Aleksander), reż. Ingmar Bergman
- 1975 - Monismanien 1995
- 1973 - Viskningar och rop (pol. Szepty i krzyki), reż. Ingmar Bergman
- 1966 - Ormen, (pol. Wąż)
- 1965 - För vänskaps skull, (pol. Dla przyjaźni)
- 1964 - För att inte tala om alla dessa kvinnor (pol. "O tych paniach"), reż. Ingmar Bergman
- 1961 - Såsom i en spegel, (pol. Jak w zwierciadle), reż. Ingmar Bergman
- 1956 - Sista paret ut (pol. Ostatniej parze dziękujemy)
- 1955 - Sommarnattens leende (pol. Uśmiech nocy)
- 1955 - Kvinnodröm (pol. Marzenia kobiet), reż. Ingmar Bergman
- 1954 - En lektion i kärlek (pol. Lekcja miłości)
- 1954 - Wieczór kuglarzy (pol. Wieczór kuglarzy), reż. Ingmar Bergman
- 1954 - Sommaren med Monika (pol. Wakacje z Moniką), reż. Ingmar Bergman
- 1951 - Frånskild (pol. Rozwiedziona)
- 1951 - Puck heter jag (pol. Nazywam się Puck)
- 1950 - Två trappor över gården (pol. Dwa piętra nad podwórzem)